# Volksbank Beilstein-Ilsfeld-Abstatt
Die Volksbank Beilstein-Ilsfeld-Abstatt eG ist eine deutsche Genossenschaftsbank mit Sitz in der baden-württembergischen Stadt Beilstein im Landkreis Heilbronn.

## Geschichte
Die Geschichte der Volksbank Beilstein-Ilsfeld-Abstatt eG ist geprägt von Fusionen mehrerer Bankinstitute. Die heutige Volksbank Beilstein-Ilsfeld-Abstatt eG entstand im Jahr 1997 durch die Fusion der Volksbank Schozachtal eG mit der Volksbank Beilstein eG. Diese Banken wurden ab dem Jahr 1883 nach den genossenschaftlichen Ideen von Friedrich Wilhelm Raiffeisen und Hermann Schulze-Delitzsch gegründet.

### Abstatt
Am 24. Februar 1907 gründeten 88 Abstatter Bürger eine Darlehenskasse in Abstatt. Im Jahr 1980 erfolgte der Zusammenschluss der Abstatter Bank eG, der Auensteiner Bank eG mit dem Sitz in Auenstein und der Ilsfelder Bank eG mit dem Sitz in Ilsfeld zur Volksbank Schozachtal eG mit dem Sitz in Ilsfeld.

### Auenstein
Die ehemalige Spar- und Darlehenskasse Auenstein mit Sitz in Auenstein, später Auensteiner Bank eG, wurde in der Generalversammlung vom 4. Januar 1894 gegründet. Die Fusion mit der Abstatter Bank eG und der Ilsfelder Bank eG zur Volksbank Schozachtal eG erfolgte 1980.

### Beilstein
Die Gründung des Darlehenskassenverein Beilstein mit dem Sitz in Beilstein erfolgte am 12. Juni 1910. 63 Anwesende trugen sich als Mitglieder ein und erster Vorstand wurde Stadtschultheiß Klotz. Ein Kassenschrank wurde gekauft und der Bankbetrieb begann. 1935 erfolgte die Umfirmierung in Spar- und Darlehenskasse Beilstein eGmbH.
Im Jahr 1967 fand der Zusammenschluss der inzwischen als Beilsteiner Bank eGmbH firmierenden Bank mit der 1905 gegründeten Spar- und Darlehenskasse Gronau eGmbH mit dem Sitz in Gronau statt, 1968 folgte der Zusammenschluss mit der 1919 gegründeten Spar- und Darlehenskasse Schmidhausen eGmbH mit dem Sitz in Schmidhausen, später erfolgte die Umfirmierung in Beilsteiner Bank eG. Im Jahr 1983 kam es dann zur Umfirmierung in Volksbank Beilstein eG.

### Gronau
Im Jahr 1905 erfolgte die Gründung der Darlehenskasse in Gronau mit dem Sitz in Gronau. Der Zusammenschluss der Spar- und Darlehenskasse Gronau eGmbH mit der Beilsteiner Bank eGmbH erfolgte im Jahr 1967.

### Ilsfeld
Am 19. Februar 1886 wurde der Darlehenskassenverein zu Ilsfeld in Ilsfeld gegründet. Im Jahr 1938 erfolgte die Umfirmierung in Genossenschaftsbank Ilsfeld eGmuH, später in Ilsfelder Bank eGmbH. 1968 erfolgte die Fusion mit der Spar- und Darlehenskasse Schozach eGmbH mit dem Sitz in Schozach. Anschließend fusionierte die Bank im Jahr 1972 mit der Genossenschaftsbank Unterheinriet eGmbH mit dem Sitz in Unterheinriet. 1980 folgte die Fusion mit der Abstatter Bank eG und der Auensteiner Bank eG zur Volksbank Schozachtal eG mit dem Sitz in Ilsfeld.

### Schozach
Am 5. November 1931 fand die Gründungsversammlung des Darlehenskassenvereins Schozach im Schulhaus in Schozach statt. Im Jahr 1968 erfolgte die Fusion der Spar- und Darlehenskasse Schozach eGmbH mit der Ilsfelder Bank eGmbH.

### Unterheinriet
1883 wurde in Unterheinriet der Darlehenskassenverein gegründet. 1972 erfolgte die Fusion der Genossenschaftsbank Unterheinriet eGmbH mit der Ilsfelder Bank eGmbH.

## Rechtsverhältnisse
Die Volksbank Beilstein-Ilsfeld-Abstatt eG ist im Genossenschaftsregister beim Amtsgericht Stuttgart unter GnR 100110 eingetragen.

## Organisationsstruktur
Rechtsgrundlagen sind das Genossenschaftsgesetz und die durch die Vertreterversammlung beschlossene Satzung. Organe der Bank sind der Vorstand, der Aufsichtsrat und die Vertreterversammlung.

## Sicherungseinrichtung
Die Volksbank Beilstein-Ilsfeld-Abstatt eG ist der amtlich anerkannten Sicherungseinrichtung des Bundesverbandes der Deutschen Volksbanken und Raiffeisenbanken GmbH und der zusätzlichen freiwilligen Sicherungseinrichtung des Bundesverbandes der Deutschen Volksbanken und Raiffeisenbanken e.V. angeschlossen.

## Geschäftsausrichtung
Die Volksbank Beilstein-Ilsfeld-Abstatt eG betreibt im Universalbankgeschäft sowohl Privatkunden- als auch Unternehmenskundengeschäft. Im Verbundgeschäft arbeitet sie mit der DZ Bank, R+V Versicherung, Bausparkasse Schwäbisch Hall, Teambank, VR Smart Finanz, DZ Hyp und der Union Investment zusammen. Die Bank gehört dem Baden-Württembergischen Genossenschaftsverband sowie dem Bundesverband der Deutschen Volksbanken und Raiffeisenbanken an.

## Geschäftsgebiet
Das Geschäftsgebiet liegt im Süden des Landkreises Heilbronn und hat seinen Schwerpunkt im Schozach-Bottwartal mit den Orten Abstatt, Auenstein, Beilstein, Gronau, Ilsfeld und Unterheinriet.
An diesen Orten betreibt die Bank Filialen:
- Beilstein (Hauptstelle, jur. Sitz)
- Ilsfeld (Geschäftsstelle)
- Abstatt (Geschäftsstelle)
- Auenstein (Geschäftsstelle)
- Gronau (Geschäftsstelle)
- Unterheinriet (Geschäftsstelle)